# Mörkö distrikt
Mörkö distrikt är ett distrikt i Södertälje kommun och Stockholms län. 
Distriktet ligger söder om Södertälje.

## Tidigare administrativ tillhörighet
Distriktet inrättades 2016 och utgörs av socknen Mörkö i Södertälje kommun.
Området motsvarar den omfattning Mörkö församling hade vid årsskiftet 1999/2000.